# Waldsiedlung (Bernau bei Berlin)

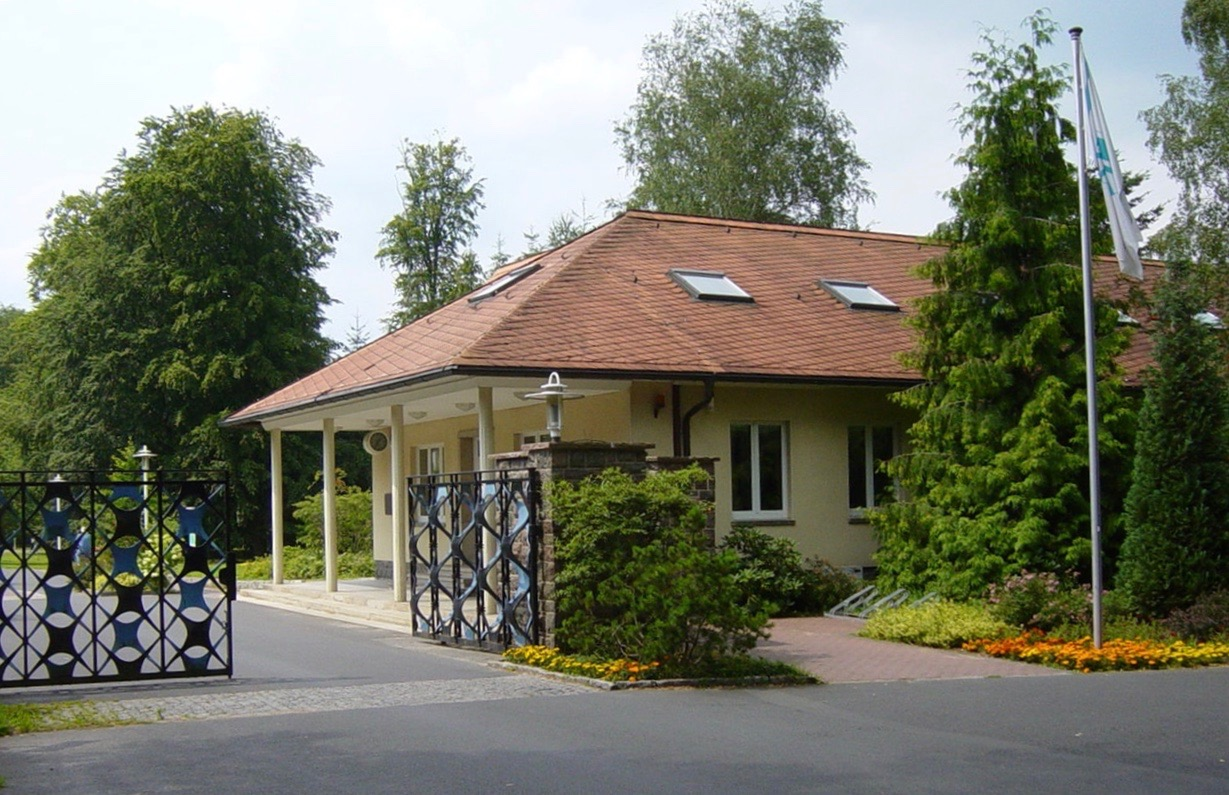
Uno dei vecchi ingressi sicuri del "Waldsiedlung" (foto del 2004).

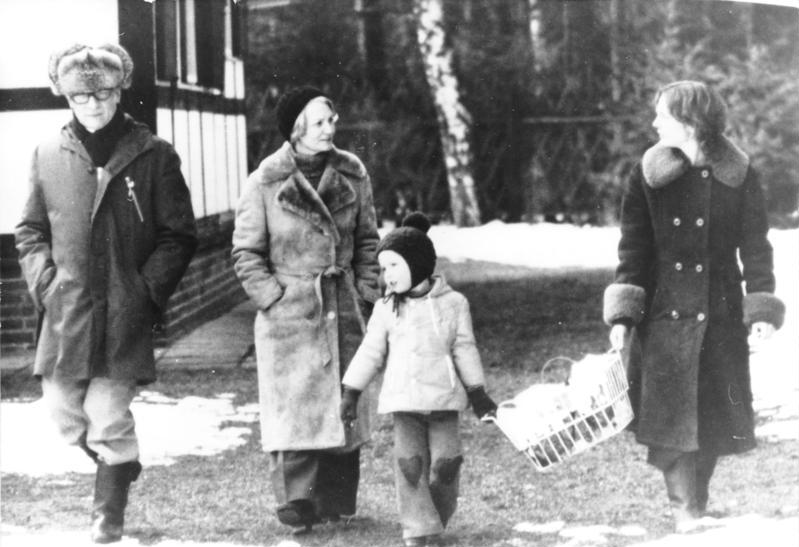
Erich Honecker, sua moglie Margot, la loro figlia Sonja e il loro nipotino Roberto camminano nel "Waldsiedlung" nel 1977.

Waldsiedlung era una zona residenziale sicura per i leader della Repubblica Democratica Tedesca a Bernau bei Berlin. È spesso indicata come Waldsiedlung Wandlitz (o colloquialmente in breve Wandlitz) a causa della sua vicinanza al paese di Wandlitz, ma non si trova in quel comune. Ospitò i gerarchi del regime della Germania Est in un certo conforto tra il 1960 e il 1989. I luoghi erano inaccessibili ai cittadini fino alla riunificazione tedesca. Nel giugno 2017, il governo dello Stato di Brandeburgo ha elencato lo sviluppo storico dell'insediamento come monumento storico. Dal 2021 sono consentite visite guidate alla Waldsiedlung per chiunque desideri scoprire la zona.

## Storia
Dopo la rivoluzione ungherese del 1956, temendo gli effetti delle rivolte, la direzione della SED (l'unico partito della RDT) decise di costruire un'area residenziale sicura, più lontana e più sicura della strada di Majakowskiring nel distretto di Pankow, a Berlino (che aveva ospitato personaggi importanti sin dall'inizio della RDT). I lavori iniziarono nel 1958 e terminarono nel 1960; un'agenzia subordinata alla Stasi si è assicurata dell'organizzazione.

## Descrizione

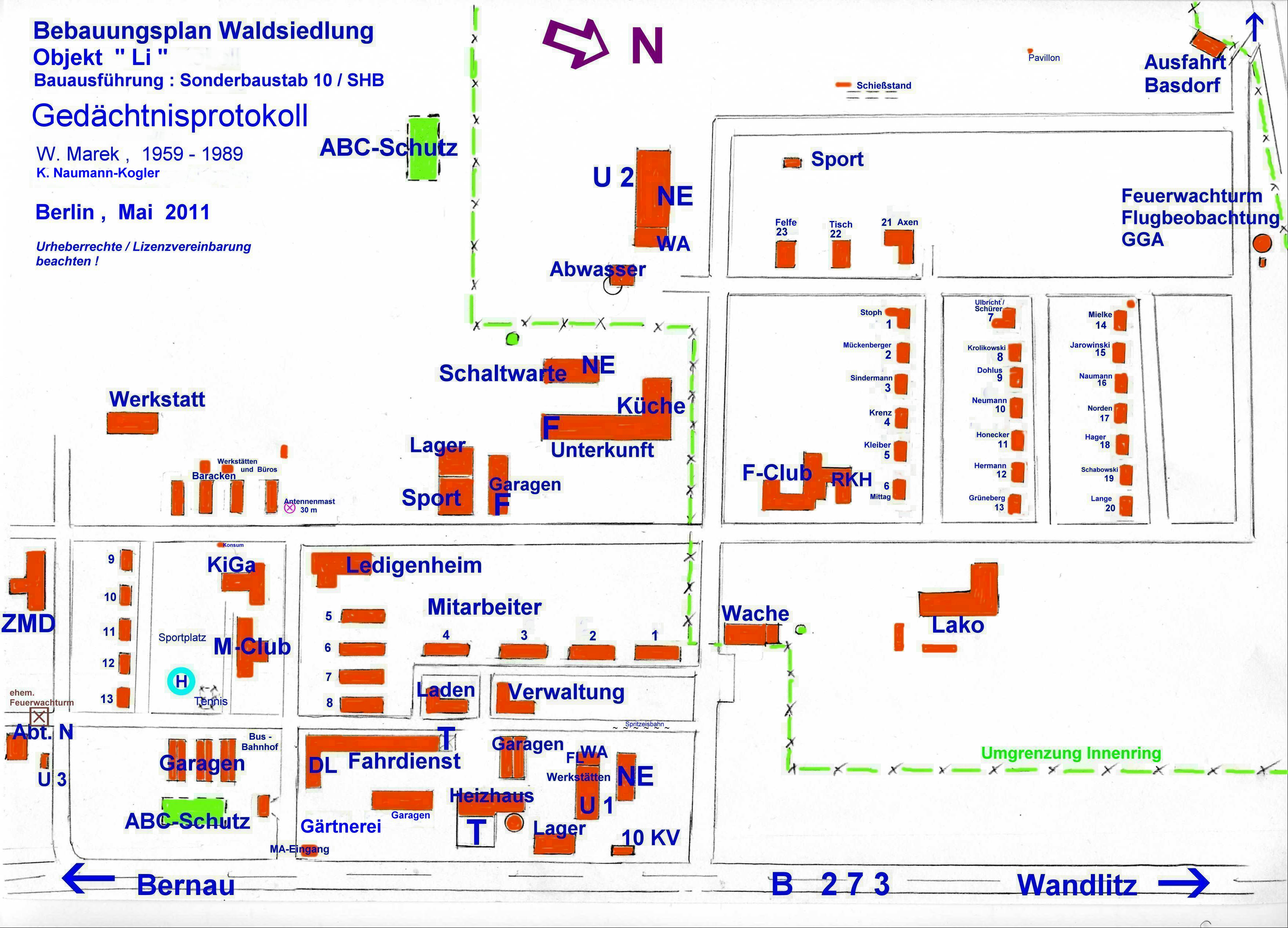
Piano di sviluppo del Waldsiedlung 1959-1989.

Waldsiedlung copriva circa 2 km², sebbene il perimetro dell'area non fosse immediatamente riconoscibile dall'esterno. Intorno al sito è stata utilizzata una recinzione metallica lunga 5 km, che è stata definita "area di ricerca della fauna selvatica". All'interno di questo perimetro c'era un muro di sicurezza alto due metri, che poteva essere attraversato solo con permessi speciali.
Le quattro porte furono sorvegliate dal "reggimento Felix Dzerzhinsky", anch'esso sotto gli ordini della Stasi. Tra il recinto esterno e il muro perimetrale c'erano 31 postazioni di monitoraggio.
Negli anni '70 fu costruita un'autostrada a quattro corsie per raggiungere direttamente Berlino.

## Condizioni di vita

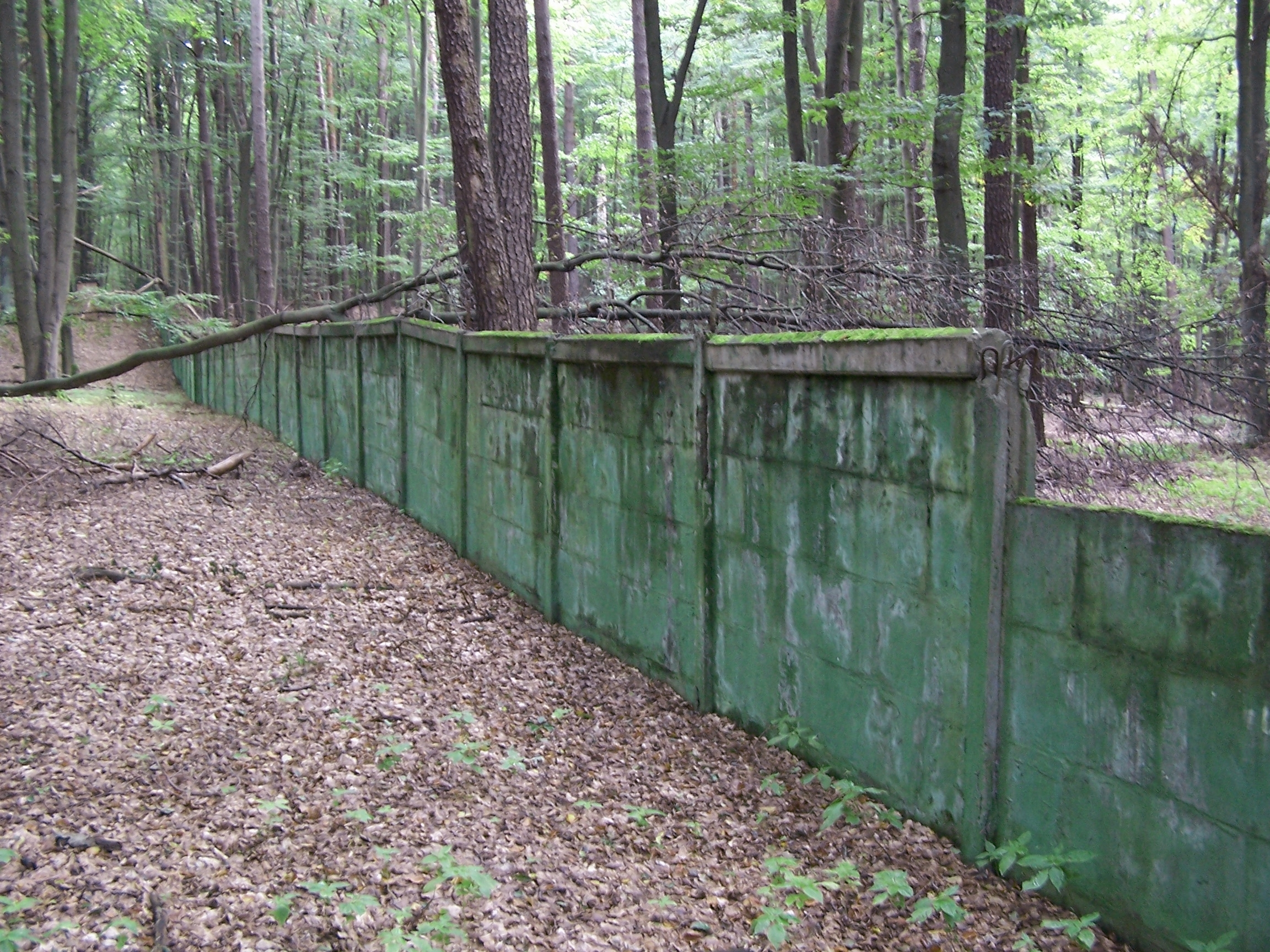
Il muro perimetrale (foto del 2010).

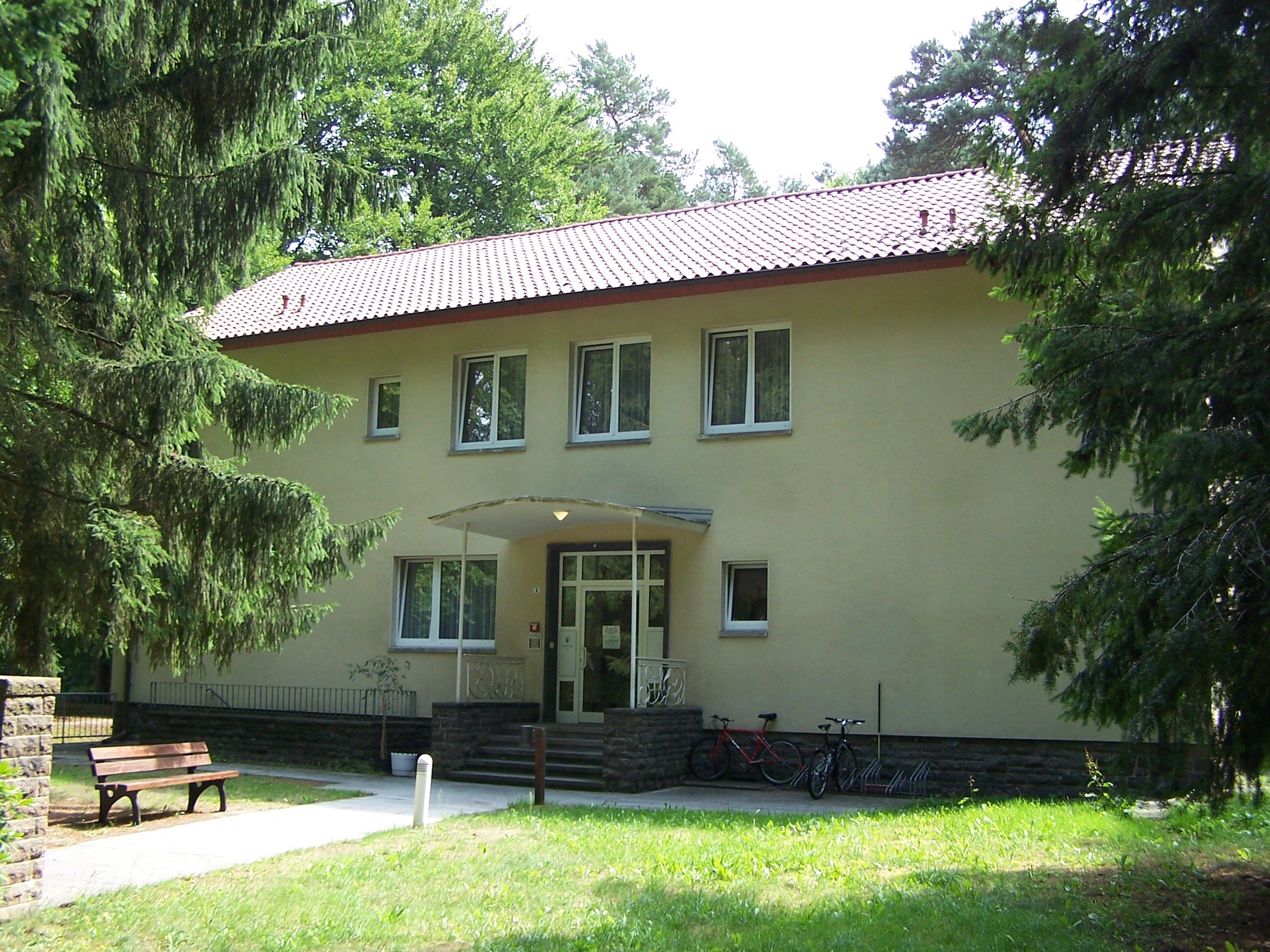
La casa di Honecker, oggi Habichtweg 5, 16321 Bernau.

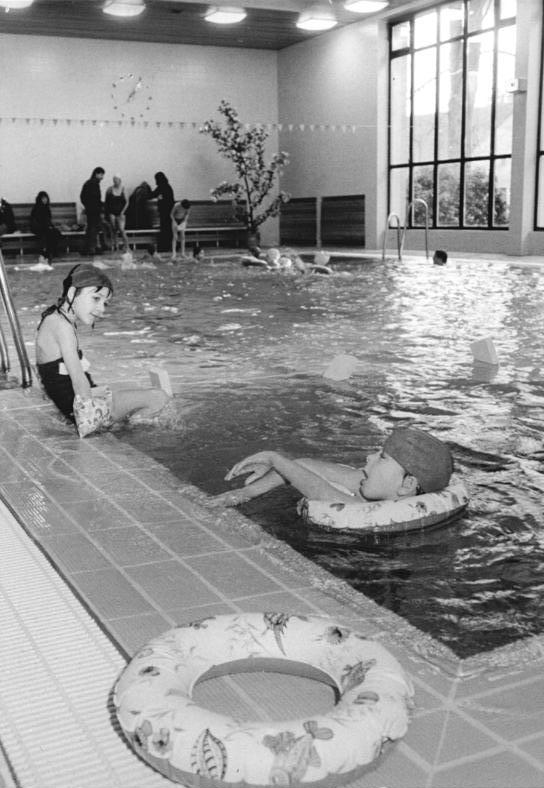
La piscina (foto del 1990).

All'interno del muro di cinta, Waldsiedlung consisteva di 23 case unifamiliari con 180 m² di terreno ciascuno. Il sito aveva una "club house" con un cinema e un ristorante, un negozio dove era possibile acquistare una scelta limitata di prodotti occidentali di lusso con la valuta locale, un orto, una clinica, un poligono di tiro, una piscina, un campo sportivo e campi da tennis. C'erano anche caserme e edifici per i dipendenti che lavoravano sul sito.
Quando Erich Honecker era Presidente del Consiglio di Stato della RDT, i cuochi preparavano piatti gourmet, compresi prodotti occidentali di grande qualità importati da Berlino Ovest, come i vini francesi.
I tedeschi dell'Est la soprannominarono familiarmente Waldsiedlung "Wandlitz" e nel 1980 "Volvograd", dopo che l'elite politica del regime iniziò a utilizzare le auto svedesi piuttosto che le limousine tradizionali sovietiche GAZ Čajka.
Alla fine del 1989, i locali furono evacuati, in conformità con una risoluzione adottata dal governo di unità nazionale guidato da Hans Modrow.